# موزه همر
موزهٔ هَمِر، که وابسته است به دانشگاه کالیفرنیا، لس آنجلس، یک موزهٔ هنری و مرکز فرهنگی است که آرماند همر به سالِ ۱۹۹۰ در وست‌وود، لس‌آنجلس بنیان گذارد.
این موزه همه روزه از ساعت 11 صبح تا 6 بعد از ظهر باز است. به جز دوشنبه.